# Atletismo nos Jogos Pan-Americanos de 2011 - Maratona masculina
A competição da maratona masculina foi um dos eventos do atletismo nos Jogos Pan-Americanos de 2011, em Guadalajara. Foi disputada no Circuito Pan-Americano de Maratona no dia 30 de outubro.

## Calendário
Horário local (UTC-6).
| Data          | Horário | Fase  |
| ------------- | ------- | ----- |
| 30 de outubro | 8:30    | Final |

## Medalhistas
| Ouro   | BRA Solonei da Silva    |
| Prata  | COL Diego Colorado      |
| Bronze | COL Juan Carlos Cardona |

## Recordes
Recordes mundial e pan-americano antes da disputa dos Jogos Pan-Americanos de 2011.
| Tipo                             | Atleta         | Tempo   | Local   | Data                   |
| -------------------------------- | -------------- | ------- | ------- | ---------------------- |
|                                  | Patrick Makau  | 2:03:38 | Berlim  | 25 de setembro de 2011 |
| Recorde dos Jogos Pan-Americanos | Jorge González | 2:12:43 | Caracas | 28 de agosto de 1983   |

## Resultados

### Final
| Pos.              | Atleta               | País               | Tempo   | Obs.                 |
| ----------------- | -------------------- | ------------------ | ------- | -------------------- |
| Medalha de ouro   | Solonei da Silva     | BRA Brasil         | 2:16:37 |                      |
| Medalha de prata  | Diego Colorado       | COL Colômbia       | 2:17:13 | Recorde pessoal      |
| Medalha de bronze | Juan Carlos Cardona  | COL Colômbia       | 2:18:20 |                      |
| 4                 | Luis Rivera          | PUR Porto Rico     | 2:19:06 | Recorde da temporada |
| 5                 | José Amado García    | GUA Guatemala      | 2:20:27 | Recorde da temporada |
| 6                 | Carlos Cordero       | MEX México         | 2:20:49 |                      |
| 7                 | Constantino León     | PER Peru           | 2:21:18 |                      |
| 8                 | Patrick Rizzo        | USA Estados Unidos | 2:21:58 |                      |
| 9                 | Jean Carlos da Silva | BRA Brasil         | 2:22:41 |                      |
| 10                | Tomás Luna           | MEX México         | 2:23:47 |                      |
| 11                | Alfredo Arévalo      | GUA Guatemala      | 2:25:53 |                      |
| 12                | Raúl Pacheco         | PER Peru           | 2:27:39 |                      |
| 13                | Franklin Tenorio     | ECU Equador        | 2:28:25 |                      |
| 14                | Ausberto Lucas       | BOL Bolívia        | 2:31:30 |                      |
| 15                | Henrry Jaen          | CUB Cuba           | 2:31:30 |                      |
| 16                | Franklin Aduviri     | BOL Bolívia        | 2:33:49 |                      |
| 17                | Dimas Castro         | NCA Nicarágua      | 2:47:25 |                      |
| 18                | Larryn Sánchez       | VEN Venezuela      | 2:50:20 |                      |
| 19                | Williams Sánchez     | ESA El Salvador    | 3:07:25 |                      |
| 99 !              | Jeffrey Eggleston    | USA Estados Unidos | DNF     |                      |
| 99 !              | Johnny Loria         | CRC Costa Rica     | DNF     |                      |

Legenda
| Recorde mundial                  | Recorde mundial (World record)               |                       | Recorde africano                      | Recorde africano (African) |                                           | Q | Classificado por posição (Qualified) |
| Recorde dos Jogos Pan-Americanos | Recorde pan-americano (Pan-American record)  | Recorde da América    | Recorde da América (Americas)         | q                          | Classificado por melhor tempo (Qualified) |   |                                      |
| Melhor marca do ano              | Melhor marca do ano (World leading)          | Recorde asiático      | Recorde asiático (Asian)              | DNS                        | Não largou (Did not start)                |   |                                      |
| Recorde nacional                 | Recorde nacional (National record)           | Recorde europeu       | Recorde europeu (European)            | DNF                        | Não terminou (Did not finish)             |   |                                      |
| Recorde pessoal                  | Recorde pessoal do atleta (Personal best)    | Recorde da Oceania    | Recorde da Oceania (Oceania)          | DSQ / DQ                   | Desclassificado (Disqualified)            |   |                                      |
| Recorde da temporada             | Recorde da temporada do atleta (Season best) | Recorde sul-americano | Recorde sul-americano (South America) | NM                         | Sem marca (No mark)                       |   |                                      |